# 禄州 (隋朝)
禄州，中国隋朝时设置的州。
大业初年，改越州置，治所在合浦县（今广西壮族自治区合浦县东北旧州）。辖境相当今广东省雷州半岛及广西壮族自治区北海、合浦、浦北、博白、陆川、玉林、北流等市县地。寻改为合州。